# 约翰·普赖斯
约翰·韦斯利·普赖斯（英語：John Wesley Price，1920年1月19日—1991年5月26日），美国男子帆船运动员。他曾代表美国参加1952年夏季奥林匹克运动会帆船比赛，联同约翰·里德获得一枚银牌。